# Massacre d'Aguas Blancas
Le massacre d'Aguas Blancas s'est produit le 28 juin 1995 dans la municipalité de Coyuca de Benítez dans la vallée d'Aguas Blancas dans l'État du Guerrero,. Des policiers mexicains ont attiré dans un guet-apens un camion rempli de militants qui se rendait à une réunion, tuant 17 paysans et en blessant d'autres.